# Elektrische Stromschicht
Eine elektrische Stromschicht (englisch current sheet) ist ein elektrischer Strom, der auf eine praktisch zweidimensionale Fläche begrenzt ist, also nicht ein ganzes Raumvolumen (etwa eines Leiters) durchdringt.
Die größte bekannte elektrische Stromschicht im Sonnensystem ist die Heliosphärische Stromschicht, die sich – etwa 10 000 km dick – von der Sonne bis in den Kuiper-Gürtel erstreckt. In typischen Plasmen wie der Sonnenkorona können elektrische Stromschichten ein Verhältnis von Ausdehnung zu Durchmesser von bis zu 100 000:1 erreichen. (Zum Vergleich: die meisten Buchseiten haben ein Verhältnis von 2000:1).
Elektrische Stromschichten in astrophysikalischen Plasmen haben komplexe physikalische Eigenschaften und werden detailliert studiert. Eine geschlossene Lösung der Vlasov-Gleichung generiert ebenfalls eine elektrische Stromschicht, die als „Harris-Stromschicht“ bekannt ist.
Sehr dünne elektrische Stromschichten werden bei High-Electron-Mobility-Transistoren genutzt.